# Diplazium dulongjiangense
Diplazium dulongjiangense är en majbräkenväxtart som först beskrevs av W.M.Chu och som fick sitt nu gällande namn av Z.R.He.
Diplazium dulongjiangense ingår i släktet Diplazium och familjen Athyriaceae. Inga underarter finns listade i Catalogue of Life.